# قلمرو ریوکیو

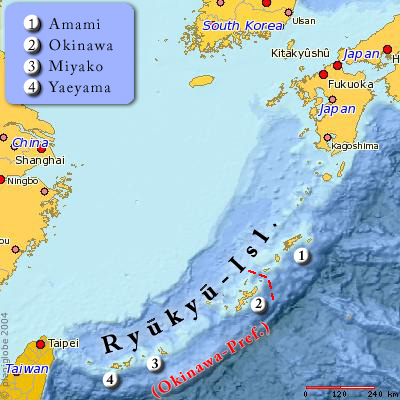
نقشه ریوکیو

قلمروی ریوکیو (به ژاپنی: 琉球藩 Ryūkyū han) یک هان (ژاپن) بود که به مدت کوتاهی از ۱۸۷۲ تا ۱۸۷۹ قبل از تشکیل استان اوکیناوا وجود داشت.